# Paolo Boccone
Paolo (Silvio) Boccone (Palermo, 24 april 1633 - Altofonte, 22 december 1704) was een Italiaans botanicus van het eiland Sicilië. Hij wijdde een groot deel van zijn leven aan de natuurlijke historie. Daarbij maakte hij een serie reizen die hem op veel plaatsen in Europa en in de toenmalige centra van de wetenschap brachten. Zijn verdere leven bleef hij met veel van de wetenschappers die hij daar ontmoette corresponderen. Hij was een van de pioniers van de beschrijving van de flora van Europa. Op latere leeftijd trad hij in de kloosterorde der cisterciënzers in, waarbij hij de naam Silvio aannam.

## Leven
Boccone werd geboren in Palermo in een rijke en vooraanstaande familie die oorspronkelijk uit Savona kwam. Zijn interesse in de natuurlijke historie, en vooral de botanie, ontstond al op jonge leeftijd, en zijn afkomst stelde hem in staat zich daar na zijn schooltijd volledig aan te wijden. Hierbij bezocht hij regelmatig de botanische tuin van Messina, die daar in 1635 door de uit Rome afkomstige arts en botanicus Pietro Castelli was gesticht. Castelli was ook enige tijd zijn leraar. Boccone doorkruiste Sicilië, Malta en Corsica en ondernam voorts reizen naar Italië, Frankrijk, Nederland, Engeland en Polen, waarbij hij ook Parijs en Londen bezocht. In Parijs verbleef hij in 1670 langere tijd. Hij haalde zijn academische graad van doctor in de geneeskunde in Padua.
Boccone verzamelde en bestudeerde de planten van verschillende regio's van Europa. Van zijn verzamelde planten stelde hij als een van de eersten een classificatie op, daarbij gevolg gevend aan een roep van veel van de natuurhistorici van zijn eeuw dat het steeds toenemende aantal beschreven soorten een ordening noodzakelijk maakte. Het is vooral hierdoor dat Boccone door veel van zijn tijdgenoten als een van de grondleggers van de plantkunde werd beschouwd en in hoog aanzien stond, en wat hem, in augustus 1696, ook het lidmaatschap van de Academia Leopoldina Naturae Curiosorum opleverde, waar hij onder de naam Plinius bekend was.
Ferdinando II de' Medici, groothertog van Toscane, benoemde hem tot hofbotanicus, een aanstelling die hij ook onder diens zoon Cosimo III de' Medici had. In die functie werkte hij mee aan de Giardino dei Semplici in Florence, die onder Cosimo III van zuiver medicinale tuin veranderde in een proeftuin voor allerlei nuttige gewassen, en tot grote bloei kwam.
Charles Plumier, die enkele jaren in het klooster Trinità dei Monti in Rome verbleef en botanie studeerde, was gedurende die tijd een van zijn leerlingen.
In 1682, toen hij al bijna 50 jaar oud was, trad Boccone in in het klooster van "San Frediano in Cestello" in Florence, in de kloosterorde der cisterciënzers, en nam daarbij de naam Silvio aan.
De laatste jaren van zijn leven verbleef Boccone in het klooster van Santa Maria di Altofonte, niet ver van Palermo, waar hij zich wijdde aan het kweken van bloemen en, met de primitieve microscopen van zijn tijd, aan de studie der embryologie van planten. Hij stierf, 71 jaar oud, in het klooster.
Boccone heeft tijdens zijn reizen voor verschillende van zijn gastheren herbaria aangelegd. Meerdere daarvan zijn bewaard gebleven, onder andere twee in Wenen, een in Bologna, twee in Parijs en een in Oxford.

## Eponymie
- Bocconia L. (Papaveraceae), door Charles Plumier naar Boccone vernoemd. Linnaeus nam de naam later over.

Enkele voorbeelden van plantensoorten met een naam waarin Boccone is vernoemd:

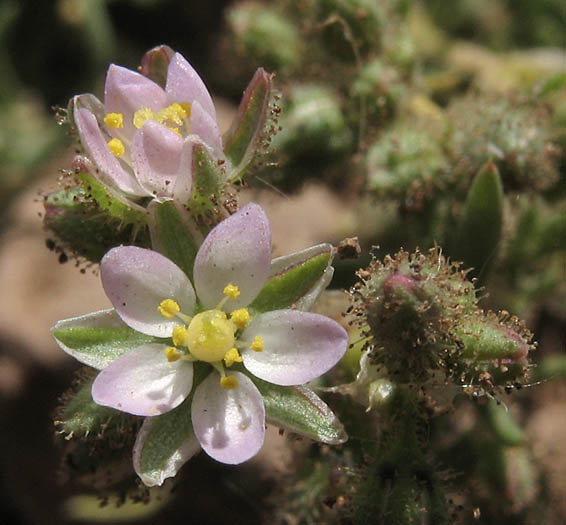
Spergularia bocconei (Scheele) Graebn., vernoemd naar Boccone

- Daucus bocconei Guss.[11] (Apiaceae) (= Daucus carota subsp. drepanensis (Arcang.) Heywood)
- Eryngium bocconei Lam. (Apiaceae) (= Eryngium tricuspidatum subsp. bocconei (Lam.) Wörz)
- Seseli bocconei Guss. (Apiaceae)
- Achillea bocconii W.D.J. Koch (Asteraceae)
- Chiliadenus bocconei Brullo (Asteraceae) = Jasonia bocconei (Brullo) M. Pardo & R. Morales
- Jurinea bocconei Guss. (Asteraceae)
- Serratula bocconei Guss. (Asteraceae)
- Heliotropium bocconei Guss. (Boraginaceae)
- Alsine bocconi Scheele (Caryophyllaceae) = Spergularia bocconei (Scheele) Graebn.
- Atriplex bocconei Guss. (Chenopodiaceae)
- Trifolium bocconei Savi (Fabaceae)
- Helleborus bocconei Ten. (Ranunculaceae)
- Potentilla bocconei Nestl. (Rosaceae)
- Euphrasia bocconi Guss. (Scrophulariaceae) = Odontites bocconei (Guss.) Walp.

## Publicaties

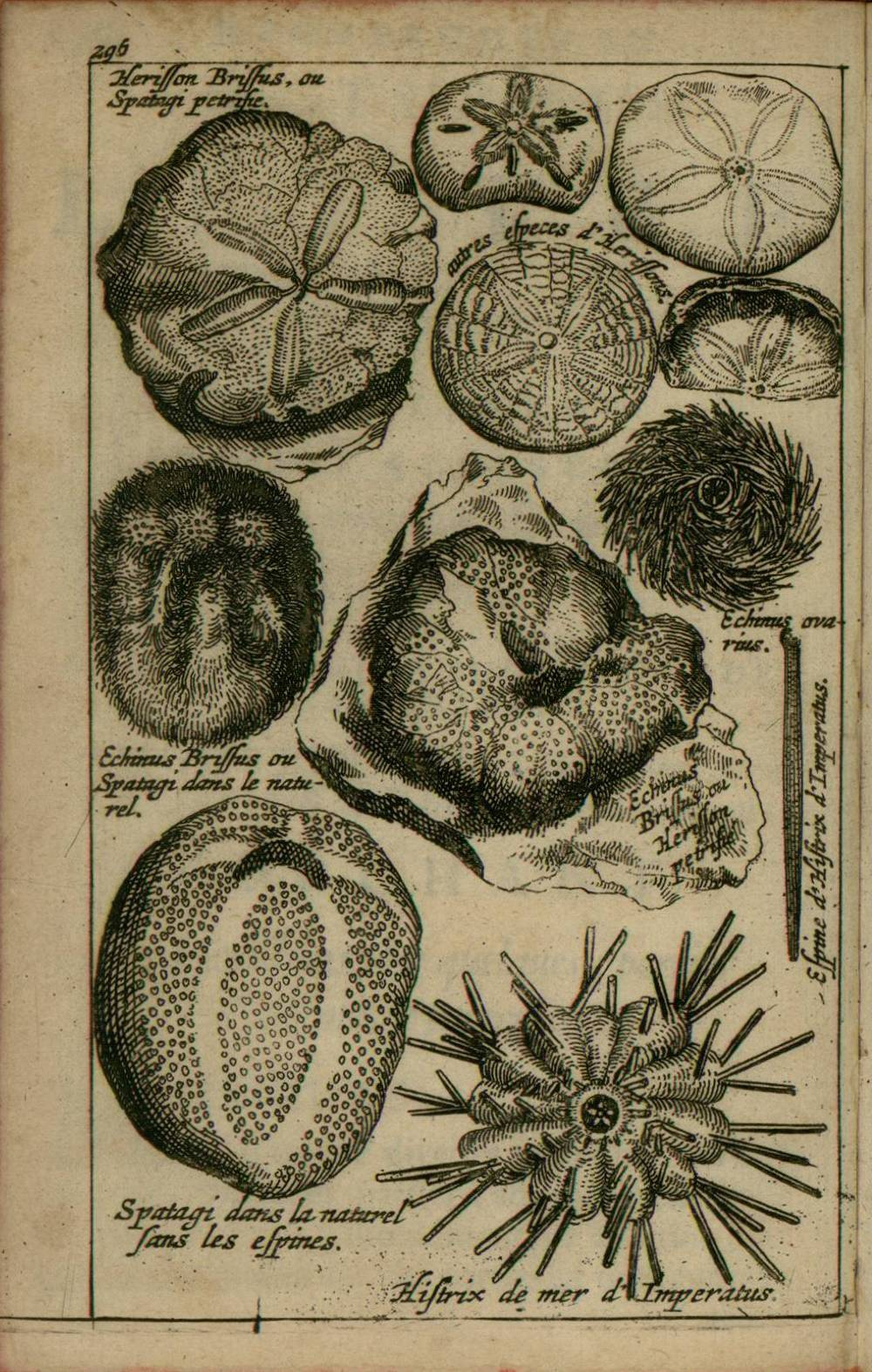
Verschillende (skeletten van) zee-egels, pagina 296 uit Recherches et Observations Naturelles etc. Amsterdam (1674)

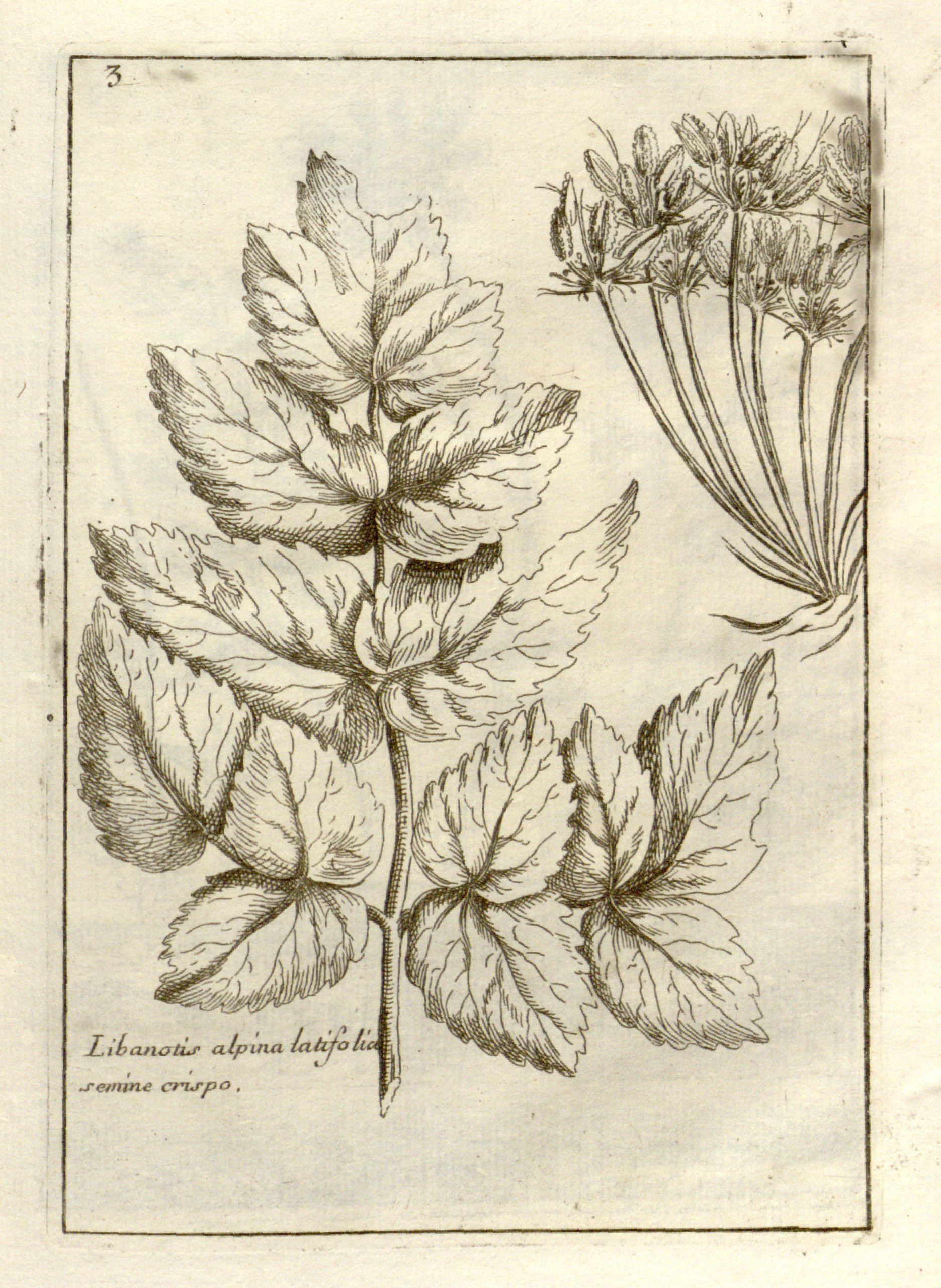
Libanotis alpina, plaat 3 uit Museo di Piante Rare etc., Venetië (1697)

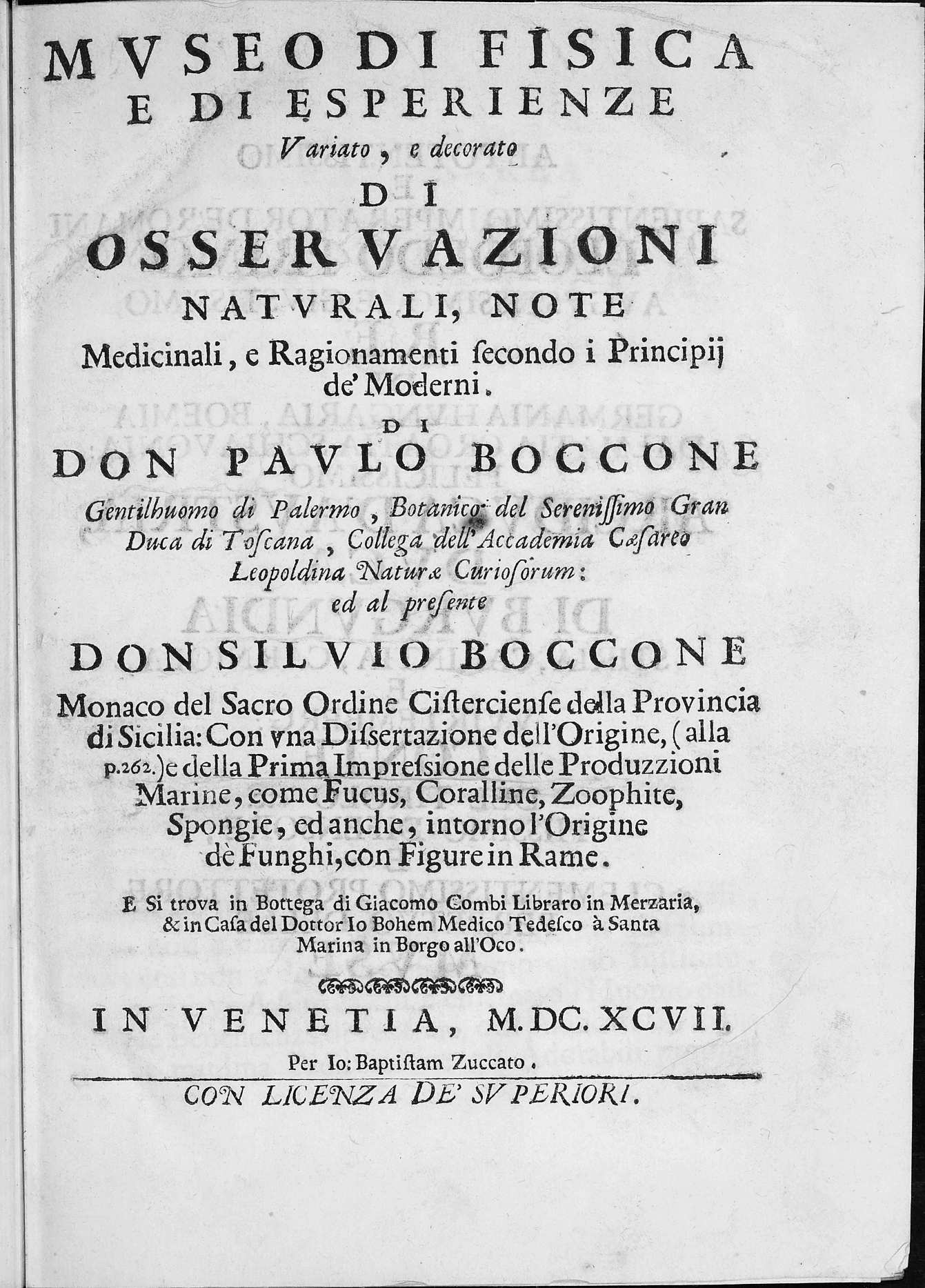
Museo di fisica e di esperienze, 1697

Boccone heeft een aanzienlijk aantal boeken gepubliceerd, deels in het Frans, deels in het Latijn, deels in het Italiaans. Daarnaast schreef hij verschillende artikelen in Le Journal des sçavans. Van zijn boeken zijn er enkele helemaal gewijd aan de botanie. De meeste behandelen daarnaast echter ook geneeskundige onderwerpen en toxicologie, en theorieën over diverse natuurverschijnselen, zoals vulkaanuitbarstingen, aardbevingen, het ontstaan van fossielen, het oplichten van fosfor, het leven van koralen, de kalkskeletten van koralen en van zee-egels, het effect van de beet van de Tarantula en een tegengif daartegen. De veelheid aan steden waar zijn boeken het licht zagen, geeft een aardige indruk van zijn reislust.
Boccone beschreef in zijn boeken bijna 500 nieuwe plantensoorten.
Een selectie uit de publicaties die van Boccone's hand zijn verschenen en waarvan er diverse online in te zien zijn:
- 1665. Elegantissimarum plantarum semina, botanicis honesto pretio oblata, Catania.
- 1668. Manifestum botanicum Pauli Bocconi Panormitani Siculi Serenìssimi Magni Hetruriae Ducis Phylliatri. De plantis siculis aut tantum descriptis, aut penitus novis in illo regno observatis, Catania. Archive.org
- 1668. Monitum de Abrotano Marino, Catania.[13]
- 1668. Elegantissimarum plantarum cultoribus, nec non observatoribus perdoctis quibus forte desunt infrascripta semina nunc recentia offeruntur et communicantur onesto praetio per Paulum Boccone Panormitanum Siculum Serenìssimi Magni Hetruriae Ducis Botanicum modo diversantem in civìtate..., Catania. Archive.org
- 1671. Recherches et Observations Naturelles Sur la Production de plusieurs Pierres, principalement de celles qui sont de figure de Coquille, et de celles qu'on nomme Corne d'Ammon, Sur la pétrification de quelques Parties d'Animaux, Sur les principes des Glossopetres, Sur la Pierre Etoilée, Et sur l'Embrasement du Mont Gibel ou Etna arrivé en l'an 1669, Parijs. (Onderzoekingen en waarnemingen uit de natuur over de productie van verschillende stenen, met name diegene die de vorm van een schelp hebben, en van degene die men "Hoorn van Ammon" noemt, over de verstening van sommige delen van dieren, over de beginselen van haaientanden, over gesterde stenen (=koralen) en over de uitbarsting van de berg Gibel of Etna van 1669.) Google Books
Zie ook: Recherches et Observations sur la production de plusieurs pièrres, principallement de celles qui sont de figure de coquilles et de celles qu'on nomme Corne d'Ammon;... (1674). Dit is een boek met in briefvorm geschreven verhandelingen (zes brieven in totaal) over een aantal natuurverschijnselen. De brieven zijn een deel van zijn correspondentie met wetenschappers uit heel Europa.
- 1673. Epistola Botanica, Napels.[14]
- 1674. Recherches et Observations Naturelles de Monsieur Boccone, Gentilhomme Sicilien, touchant le Corail, la Pierre Etoilée, les Pierres de figure de Coquilles, la Corne d'Ammon, l'Astroïte Undulatus, les Dents de Poissons pétrifiées, les Herissons alterez, l'Embrasement du Mont Etna, la Sangsue du Xiphias, l'Alcyonium stupposum, le Bezoar Mineral, et les Plantes qu'on trouve dans la Sicile, avec quelques Reflexions sur la Vegetation des Plantes, Amsterdam. (Onderzoekingen en waarnemingen uit de natuur aangaande het koraal, gesterde stenen, stenen die de vorm van een schelp hebben, de Hoorn van Ammon (=ammonieten), hersenkoraal, versteende vissentanden, diverse zee-egels, de uitbarsting van de Etna, de bloedzuiger van de zwaardvis, de dodemansduim, het mineraal bezoar, en de planten die men op Sicilië vindt, met enkele overpeinzingen over de groei van planten. "Alcyonium stupposum" verwijst vermoedelijk naar een fossiele rest van een dodemansduim.) Archive.org
Dit is een zeer veel uitgebreidere (negenentwintig brieven) en bovendien geïllustreerde heruitgave van de Recherches van 1671. De toegevoegde brieven zijn van later datum dan 1671.
- 1674. Icones et Descriptiones Rariorum Plantarum Siciliae, Melitae, Galliae, et Italiae, Oxford. (Afbeeldingen en beschrijvingen van bijzondere planten van Sicilië, Malta, Frankrijk en Italië) BHL en Bibliotheca Digital, Real Jardín Botánico de Madrid
- 1684. Osservazioni Naturali, ove si contengono Materie Medico-Fisiche, e di Botanica, Produzioni Naturali, Fosfori diversi, Fuochi Sotterranei d'Itali, et altre curiosità, disposte in trattati familiari, Bologna. (Waarnemingen uit de natuur, waarin zijn opgenomen een materia medica-fisica, en over plantkunde, voortbrengselen der natuur, diverse fosfors, onderaardse vuren in Italië, en andere curiosa, uiteengezet in begrijpelijke verhandelingen.) BHL en Bibliotheca Digital, Real Jardín Botánico de Madrid
- 1697. Museo di Piante Rare della Sicilia, Malta, Corsica, Italia, Piemonte, e Germania, [...] Con l'Appendix ad Libros de Plantis Andreae Caesalpini, e varie Osservationi curiose con sue Figure in Rame, Venetië. (Museum van bijzondere planten van Sicilië, Malta, Corsica, Italië, Piemonte, en Duitsland, [...] met een appendix op De Plantis Libri XVI van Andrea Cesalpino, en verschillende bijzondere (maar kan ook "nauwkeurige" betekenen) waarnemingen, met afbeeldingen daarvan in kopergravure.) BHL en Bibliotheca Digital, Real Jardín Botánico de Madrid
Dit boek van Boccone is een rijk geïllustreerde catalogus van Boccones herbarium. Het bevat 130 platen en werd uitgegeven op aandringen van en gefinancierd door de Engelse botanicus William Sherard, die hem in 1697 bezocht, en zeer onder de indruk was van zijn uitgebreide herbarium. De Plantis Libri XVI is de titel van Cesalpino's baanbrekende werk in de wetenschappelijke botanie, waarin hij ook zo'n 1500 planten beschreef en classificeerde.
- 1697. Museo di Fisica e di Esperienze Variato, e decorato di Osservazioni Naturali, Note Medicinali, e Ragionamenti secondo i Principii de' Moderni, con una Dissertazione della Origine, e della Prima Impressione, delle Produzioni Marine, ad anche intorno l'origine de' Funghi, Venetië. (Studie van de natuurkunde en experimenten, afgewisseld en geïllustreerd met waarnemingen uit de natuur, geneeskundige aantekeningen, en redeneringen volgens de grondbeginselen van de modernen (= in tegenstelling tot de klassieken die vooral filosofeerden maar niet experimenteerden), met een verhandeling over de oorsprong van en over de eerste indrukken over de voortbrengselen der zee, en ook nog over de oorsprong der schimmels). BHL en Bibliotheca Digital, Real Jardín Botánico de Madrid
- 1697 Museum experimentale physicum, complectens observationes eruditis et curiosis in Germania viris dictatum, Frankfurt. (Een experimentele studie der natuurkunde, inhoudende waarnemingen opgetekend door geleerde en aandachtige heren in Duitsland).[15] BHL

Linnaeus merkt in de Hortus Cliffortianus over Boccones boeken Museum rariorum plantarum (1697) en Icones et descriptiones rariorum plantarum Siciliae etc (1674) onder de tweede op: In plantis Europae australis est opus hoc et praecedens quo carere nequimus, licet figurae minus in his nitidae. ("Met betrekking tot de flora van Zuid-Europa zijn dit en het voorgaande werk onmisbaar, hoewel de tekeningen hierin minder schitterend zijn.") Het eerstgenoemde boek bevat desalniettemin 130 voor die tijd buitengewoon gedetailleerde, natuurgetrouwe en goed gedrukte afbeeldingen.
- Biblioteca Nacional de España: XX859963
- Bibliothèque nationale de France: cb12559235q (data)
- Author citation (botany): Boccone
- Gemeinsame Normdatei: 128475862
- International Standard Name Identifier: 0000 0000 7777 8014
- Library of Congress Control Number: n85114828
- Nationale Bibliotheek van Tsjechië: ola2009507648
- Nationale bibliotheek van Australië: 35854018
- Nederlandse Thesaurus van Auteursnamen: 091500656
- Réseau des bibliothèques de Suisse occidentale: 02-A003016851
- Istituto Centrale per il Catalogo Unico: SBLV201381
- LIBRIS: 305808
- Système universitaire de documentation: 067721230
- Trove: 1116886
- Virtual International Authority File: 12293491
- WorldCat: E39PBJrgCKXwhFGbdWPGt9M9Dq